# (1337) Gerarda
(1337) Gerarda ist ein Asteroid des Hauptgürtels, der am 9. September 1934 vom niederländischen Astronomen Hendrik van Gent in Johannesburg entdeckt wurde. 
Benannt ist der Asteroid nach der Ehefrau von G. Pels, einem Rechenassistenten an der Leidener Sternwarte.